# Juan Guerrero Zamora
Juan Guerrero Zamora (Melilla, 22 de enero de 1927-Madrid, 28 de marzo de 2002) fue un escritor, director de teatro y realizador de televisión español.

## Biografía
Licenciado en Filosofía y Letras, se estrenó como novelista en 1953 con la obra Estiércol, y tan sólo dos años después publica la primera biografía del poeta Miguel Hernández. 
En el campo literario, trascendió el género novelístico, y también escribió poesía (recogida en los libros Alma desnuda y Almenara) y en ensayo Historia del Teatro. Formó parte del Consejo de dirección de la revista literaria Al-Motamid junto a Pío Gómez Nisa, Eladio Sos y Jacinto López Gorgé. Era su directora Trina Mercader.
En junio de 1953 contrae matrimonio con la actriz Maruchi Fresno.
Durante muchos años, Guerrero Zamora fue propagandista de una renovación teatral, apasionado del modelo que para él era la obra de Paul Claudel, capaz de expresar un “profundo sentido de la humanidad de lo divino y del valor divino de lo humano” (La Vanguardia, 25–III-1965). Esas ideas quedaron plasmadas en  su ensayo Las máscaras van al cielo (1954) y en su propia obra teatral Uno de vosotros (1957), nacida como programa de radio que acabó transformando en un auto sacramental existencialista, mal entendido por la censura. Tras trabajar como director y programador de los espacios dramáticos de Radio Nacional de España, en enero de 1957 se incorpora a la recién creada Televisión española, de la que se le puede considerar uno de sus profesionales más pioneros. Se estrena con la obra Antes del desayuno, de Eugene O'Neill, protagonizada por Maruchi Fresno.
A partir de ese momento, se centra en impulsar la presencia en el nuevo medio de la que fue su gran pasión: el teatro. Fue el promotor de espacios como Gran Teatro, Fila Cero y Estudio 1, para los cuales puso en escena cientos de obras dramáticas, en las que contó con los intérpretes más destacados del panorama artístico del momento. También realizó una versión de Fuenteovejuna (1971) y dirigió la primera temporada de la exitosa serie El Séneca (1964), con guiones de José María Pemán.
En 1979 dirigió la serie Un mito llamado..., protagonizada por su segunda esposa, la actriz Nuria Torray; y en 1983 se encargó de la adaptación para TVE de la obra La Celestina.
Su regreso a la Radio Nacional se produjo en 1979,  cuando dirigió el ciclo Clásicos del Teatro Español. En los siguientes años, se dedicaría de pleno a la dirección teatral.
Padre de la actriz Alejandra Torray.

## Premios
En 1969 recibió el premio Antena de Oro por su labor en televisión.

## Libros publicados
- Alma desnuda (1947).
- El teatro de Federico García Lorca (1948)
- Estiércol (1953).
- Miguel Hernández, poeta : (1910-1942) (1955).
- Murillo 11 : Melilla (1955).
- Uno de vosotros (1957)
- Enterrar a los muertos (1957).
- Historia del teatro contemporáneo (1961).
- Almenara (1994).
- El libro mudo (1999).